# Porszács
Porszács (szlovákul: Prosačov) község Szlovákiában, az Eperjesi kerületben, a Varannói járásban.

## Fekvése
Varannótól 25 km-re északnyugatra, a Tapoly mellett fekszik.

## Története
A 18. század végén Vályi András így ír róla: „PROSZÁCS. Prosucov. Orosz falu Zemplén Vármegyében, földes Ura Szulyovszky Uraság, lakosai görögkatolikusok, fekszik Györgyeshez 1/4 órányira, Hanusfalvához pedig 3 órányira, fejér agyagos földű, hegyes határja 3 nyomásbéli, zabot, és tatárkát terem, erdeje van, szőleje nints, piatza Hanusfalván.”
Fényes Elek 1851-ben kiadott geográfiai szótárában így ír a településről: „Proszácz, orosz falu, Zemplén vmegyében, Hanusfalva fil., 17 romai, 730 gör. kath. lak., 508 hold szántófölddel. F. u. Szulyovszky. Ut. post. Eperjes.”
A trianoni diktátumig Sáros vármegye Girálti járásához tartozott.

## Népessége
| Év:            | 1994. | 2004.    | 2014.    | 2024.   |
| -------------- | ----- | -------- | -------- | ------- |
| Emberek száma: | 154   | 201      | 235      | 228     |
| Eltérés:       |       | +30,51 % | +16,91 % | -2,97 % |

| Év:            | 2023. | 2024.   |
| -------------- | ----- | ------- |
| Emberek száma: | 215   | 228     |
| Eltérés:       |       | +6,04 % |

1910-ben 115, túlnyomórészt ruszin lakosa volt.
2001-ben 176 lakosából 100 szlovák és 73 cigány volt.
2011-ben 217 lakosából 193 szlovák és 20 cigány.